# Ghiacciaio Melville
Il ghiacciaio Melville (in inglese Melville Glacier) è uno stretto ghiacciaio lungo circa 19 km situato sulla costa di Oscar II, nella parte orientale della Terra di Graham, in Antartide. Il ghiacciaio, il cui punto più alto si trova 291 m s.l.m., si trova in particolare a nord del ghiacciaio Pequod e 3,4 km a sud del ghiacciaio Mapple, da cui è separato da una serie di piccoli picchi, e da qui fluisce verso est, scorrendo tra la dorsale Parlichev e la dorsale Stevrek, nelle montagne di Aristotele, fino ad entrare nella baia Domlyan.

## Storia
Il ghiacciaio Melville è stato mappato dal British Antarctic Survey, che all'epoca si chiamava ancora Falkland Islands and Dependencies Survey, grazie a fotografie aeree scattate durante varie spedizioni della stessa agenzia svolte tra il 1947 e il 1955 ed è stato poi così battezzato dal Comitato britannico per i toponimi antartici in onore di Herman Melville autore del romanzo Moby Dick o La balena.